# Marie-Caroline Quillet
Marie-Caroline Quillet (1794-1872) est une poète française.

## Biographie
Marie-Caroline Chuquet épouse Quillet est née le 15 décembre 1794 à Sermentot dans le Calvados en France, elle est morte à Pont-l'Évêque (Calvados), le 15 janvier 1867. Elle fut membre de l'Académie des sciences, arts et belles-lettres de Caen de 1848 à 1867. Elle est la mère de Marie-Caroline Quillet épouse Poplu (1814-1892), botaniste française, auteure d'une Flore des rives de la Touque et des falaises de Trouville (1873),.

## Œuvres
- Poésies H. Dauge, Pont-l'Évêque 1844
- Églantine solitaire, poésies ; Amiot, Paris 1847  Lire en ligne sur Gallica
- Une heure de poésie Delahais, 1865